# Wannie de Wijn
Wannie de Wijn (10 september 1961) is een Nederlandse acteur, toneelschrijver, regisseur en toneeldocent.
De Wijn studeerde aan de toneelschool in Arnhem. Hij was als vaste acteur verbonden aan onder andere Theater van het Oosten en Toneelgroep De Appel. Voor de laatste schreef en regisseerde hij eveneens meerdere stukken. Hij speelde in een aantal televisieproducties (waaronder Vuurzee, Keyzer & De Boer Advocaten en Unit 13). In 2008 won het stuk De Goede Dood, dat hij schreef en regisseerde, de Toneel Publieksprijs. In 2009 was zijn toneelstuk Amateurs! in de theaters te zien.